# Europese kampioenschappen jachtgeweer 1956
De Europese kampioenschappen jachtgeweer 1956 waren door de Union Internationale de Tir (UIT) georganiseerde kampioenschappen voor schutters in het kleiduifschieten. De tweede editie van de Europese kampioenschappen vond plaats in het Spaanse San Sebastián.

## Resultaten

### Trap
| Onderdeel   | Goud          | Zilver    | Brons       |
| ----------- | ------------- | --------- | ----------- |
| Individueel | Maurice Tabet | Aref Diab | Rudolf Sack |
| Team        | Libanon       | Italië    | Egypte      |

### Skeet
| Onderdeel   | Goud          | Zilver             | Brons             |
| ----------- | ------------- | ------------------ | ----------------- |
| Individueel | Albert Voisin | Georges Christides | Guy de Valle Flor |
| Team        | Frankrijk     | Libanon            | Spanje            |

1955 · 1956 · 1957 · 1958 · 1959 · 1960 · 1961 · 1962 · 1963 · 1964 · 1965 · 1966 · 1967 · 1968 · 1969 · 1970 · 1971 · 1972 · 1973 · 1974 · 1975 · 1976 · 1977 · 1978 · 1979 · 1980 · 1981 · 1982 · 1983 · 1984 · 1985 · 1986 · 1987 · 1988 · 1989 · 1990 · 1991 · 1992 · 1993 · 1994 · 1995 · 1996 · 1997 · 1998 · 1999 · 2000 · 2001 · 2002 · 2003 · 2004 · 2005 · 2006 · 2007 · 2008 · 2009 · 2010 · 2011 · 2012 · 2013 · 2014 · 2015 · 2016 · 2017 · 2018 · 2019 · 2020 · 2021 · 2022 · 2023 · 2024 ·